# Мафичен
Мафичен е геологически термин, отнасящ се за минерал или скала с високо съдържание на магнезий и желязо. Думата произлиза от сливането на латинските думи за магнезий (Magnesium) и желязо (Ferrum). Обикновено такива скали са тъмни на цвят. Типични примери за мафични скали са базалт и габро, а от минералите такива са оливин, амфибол и биотит.
Мафичната лава има нисък вискозитет, преди да изстине, поради ниското си съдържание на силикати. Почти всички щитовидни вулкани изхвърлят мафична лава.